# Cass Phang
Cass Phang (chino: 彭羚, nacida el 2 de febrero de 1969) es una cantante cantopop hongkonesa retirada, además afiliada con el sello EMI desde 1993 hasta 1998 y desde entonces con Sony Music Entertainment. Ella nació en Hong Kong, estudió en el "Munsang College" y la escuela secundaria en Australia. En septiembre de 1998, se casó con el actor y cantante Jan Lamb, miembro de un dúo musical llamado Softhard. Ella dio a luz a dos hijas nacidas en el 2000 y 2004. 

## Carrera
Phang fue corista del cantante Louis Yuen y firmó contrato con el sello "Rock Records" en 1990. En diciembre de ese mismo año lanzó su primer álbum debut titulado, "With Love", que incluía un tema musical titulado "Let's Stay Awhile", un cover de Janet Jackson, de la canción titulada "Let's Wait Awhile". Sin embargo, fue sólo con su segundo álbum titulado, "Love, Pain, I'm Still Waiting" (愛過 痛 過 亦 願 等) que empezó a cosechar cierto éxito, el título de la canción fue reconocida en los "Premios Billboard".
Su tercer álbum titulado, "Like First Love" (彷彿 是 初戀) fue lanzado en 1992. La canción fue una versión del enorme éxito de la cantante Paula Abdul, de la canción titulada "Rush Rush". En 1993 lanzó su cuarto álbum titulado, "SEE FOR CASS", siendo este el último lanzado bajo el sello "Rock Records". Durante sus primeros años, se hizo conocida por su dulce voz y su talento musical.
En 1993, firmó con el sello EMI, con la cual lanzó su próximo álbum titulado "So Beautiful, To Be With You" (有著 你 ... 多麼 美), en la que incluyó su primera incursión en pistas de baile.
En 1994, lanzó un álbum de compilación titulada "Unfinished Novel" (未完 的 小說), en la que se incluyó su nuevo single titulado, "Let Me Go With You" (讓 我 跟 你 走) que contó con la colavoración de Eric Moo. Esto resultó ser un gran éxito. Más adelante ese mismo año lanzó su primer álbum en mandarín titulado "My Tears" (我 的 眼. 我 的 淚), destinada al mercado taiwanés.